# Esmeralda Ugalde
Nelva Esmeralda Ugalde González (Río Verde, San Luis Potosí, 27 octobre 1991), plus connue comme Esmeralda Ugalde, est une actrice et chanteuse mexicaine.